# Mátészalka
Mátészalka é uma cidade da Hungria, situada no condado de Szabolcs-Szatmár-Bereg. Tem 41,4 km² de área e sua população em 2019 foi estimada em 16.576 habitantes.